# Loyal Griggs
Loyal Allen Griggs (* 15. August 1906 in Elk Township, Sanilac County, Michigan; † 6. Mai 1978 in Laguna Hills, Kalifornien) war ein US-amerikanischer Kameramann.

## Leben
Nach dem Highschool-Abschluss arbeitete Griggs ab 1927 für die Spezialeffekte-Abteilung der Paramount Studios. So war er für die Erdbebensequenzen des Films San Francisco (1936) mit Spencer Tracy mitverantwortlich. 1938 erhielt er zusammen mit anderen Paramountkollegen einen Technik-Ehrenoscar für seine Arbeit am Film Raubfischer in Alaska (Spawn of the North). Der Film Sein letzter Verrat (Regie: Lewis R. Foster) von 1950 war sein erster Film als Chefkameramann. 1953 erhielt er für die Kameraarbeit im Film Mein großer Freund Shane einen Oscar in der Kategorie Beste Farbkamera. Weitere Oscarnominierungen gab es für Die Zehn Gebote (Farbkamera, 1956), Erster Sieg (Schwarz-Weiß-Kamera, 1965) und Die größte Geschichte aller Zeiten (Farbkamera, 1965). 1971 zog er sich aus der Filmindustrie zurück.

## Filmografie
- 1928: Steckbrieflich verfolgt (Ladies of the Mob) (Kamera-Assistent)
- 1929: Liebesparade (The Love Parade) (Kameraführer)
- 1929: Ein Marquis zu verkaufen (Marquis Preferred) (Kameraführer)
- 1946: Mit Pinsel und Degen (Monsieur Beaucaire)
- 1946: In Ketten um Kap Horn (Two Years Before the Mast) (visuelle Effekte)
- 1947: Rauhe Ernte (Wild Harvest) (Kamera der Second Unit)
- 1947: Kalkutta (Calcutta) (visuelle Effekte)
- 1950: Einer weiß zuviel (Woman on the Run) (Spezialeffekte)
- 1950: Sein letzter Verrat (The Last Outpost)
- 1950: Tripolis (Tripoli) (Kamera der Second Unit)
- 1951: Die Faust der Vergeltung (Passage West)
- 1951: Gold in Neuguinea (Crosswinds)
- 1953: Ein Lied, ein Kuß, ein Mädel (The Stars Are Singing) (Kamera der Second Unit)
- 1953: Mein großer Freund Shane (Shane)
- 1953: Elefantenpfad (Elephant Walk)
- 1953: Weiße Weihnachten (White Christmas)
- 1954: Die Brücken von Toko-Ri (The Bridges at Toko-Ri)
- 1955: Wir sind keine Engel (We’re No Angels)
- 1956: Die zehn Gebote (The Ten Commandments)
- 1957: Der Mann, der niemals lachte (The Buster Keaton Story)
- 1957: Stern des Gesetzes (The Tin Star)
- 1957: Der Regimentstrottel (The Sad Sack)
- 1958: König der Freibeuter (The Buccaneer)
- 1958: Sie nannten ihn Komantsche (Tonka)
- 1959: Der Henker (The Hangman)
- 1959: Der Herrscher von Kansas (The Jayhawkers!)
- 1960: Café Europa (G.I. Blues)
- 1960: Besuch auf einem kleinen Planeten (Visit to a Small Planet)
- 1962: Girls! Girls! Girls!
- 1963: Papa’s Delicate Condition
- 1965: Die größte Geschichte aller Zeiten (The Greatest Story Ever Told)
- 1965: Erster Sieg (In Harm’s Way)
- 1965: Stimme am Telefon (The Slender Thread)
- 1967: 25 000 Dollar für einen Mann (Banning)
- 1967: Morgen ist ein neuer Tag (Hurry Sundown)
- 1967: Sturm auf Höhe 404 (The Young Warriors)
- 1968: Der Gnadenlose (P.J.)
- 1970: …tick… tick… tick…
- 1971: Bunny und Bill (Bunny O’Hare)